# Melwin Pantzar
Jan Patrik Melwin Pantzar (Märsta, 10 aprile 2000) è un cestista svedese di formazione spagnola.

## Palmarès

### Squadra
- Campionato spagnolo: 2

Real Madrid: 2017-2018, 2018-2019
- FIBA Europe Cup: 1

Bilbao: 2024-2025

### Individuale
- FIBA Europe Cup Final MVP: 1.

Bilbao: 2024-2025